# Amata lucerna
Amata lucerna là một loài bướm đêm thuộc phân họ Arctiinae, họ Erebidae.